# Strange Kind of Woman
"Strange Kind of Woman" é uma canção da banda britânica de rock Deep Purple. Foi o primeiro single da banda do álbum Fireball na versão americana, canadense e japonesa. [carece de fontes?]
O single se tornou um hit, alcançando a posição #8 nas paradas Britânicas, e é uma das canções mais conhecidas da banda. A música está presente no aclamado álbum ao vivo Made in Japan.

## Desempenho nas paradas
| Tabela musical (1971)               | Posição mais alta |
| ----------------------------------- | ----------------- |
| Dinamarca (Hitlisten)               | 2                 |
| Reino Unido (UK Singles Chart)      | 8                 |
| Alemanha (GfK Entertainment Charts) | 8                 |
| Áustria (Austrian Singles Chart)    | 14                |
| Países Baixos (Dutch Top 40)        | 15                |
| Irlanda (Ireland Singles Chart)     | 16                |
| Bélgica (Belgium Singles Chart)     | 27                |

## Ficha técnica
Ian Gillan - Vocal
Ritchie Blackmore - Guitarra
Jon Lord - Teclado
Ian Paice - Bateria
Roger Glover - Baixo